# يحيى بدر الدين الحوثي
يحيى بدرالدين الحوثي برلماني يمني، عضو في مجلس النواب، عن الدورة البرلمانية 2003-2009 والكتلة البرلمانية لنواب حزب المؤتمر الشعبي العام.

## فترة المجلس
باتفاق عرف باسم «إتفاق فبراير» تمددت فترة المجلس لمدة عامين، وبقيام ثورة الشباب اليمنية لم تُجرَ الانتخابات، وبحسب إتفاق المبادرة الخليجية تمددت لمدة عامين آخرين حتى 2013.

## اللجوء السياسي لألمانيا الاتحادية
لجأ عدة سنوات في ألمانيا بسبب تمرد الحوثيين، وعاد إلى اليمن في 25 يوليو 2013.